# Dambenoît-lès-Colombe
Dambenoît-lès-Colombe település Franciaországban, Haute-Saône megyében. Lakosainak száma 273 fő (2022. január 1.). Dambenoît-lès-Colombe Ailloncourt, Adelans-et-le-Val-de-Bithaine, Brotte-lès-Luxeuil, Citers, Genevrey és Quers községekkel határos.

## Népesség
A település népességének változása:
| Lakosok száma | 283  | 281  | 277  | 274  | 272  | 273  | 274  | 273  |
|               | 2013 | 2015 | 2017 | 2018 | 2019 | 2020 | 2021 | 2022 |